# Vicariatul Comunităților Palestiniene-Iordaniene din SUA
Vicariatul Comunităților Palestiniene/Iordaniene din SUA este o grupare administrativă, formată în 2008 sub jurisdicția Arhiepiscopiei Ortodoxe Grecești din America (GOA).  Vicariatul este format din parohii și mănăstiri care, anterior, au aparținut Patriarhiei Ortodoxe Grecești a Ierusalimului din America de Nord și de Sud. Vicariatul este direct sub omoforul arhiepiscopului GOA și nu sub mitropoliții locali ai comunităților în care se găsesc.
Cât timp s-au aflat sub jurisdicția Patriarhiei Ierusalimului, au existat tensiuni între acest grup de parohii și Arhiepiscopia Creștină Ortodoxă Antiohiană din America de Nord deoarece aceasta din urmă pretindea că Ierusalimul lucra pentru a trage membrii parohiilor antiohiene (și grecești) în propria jurisdicție. Criza Ben Lomond din 1998, în care o parohie antiohiană din California s-a rupt în două, dintre care, ulterior, una a aderat la Patriarhia Ierusalimului (inclusiv prin re-hirotonirea unora dintre clerici), a dus la exacerbarea acestor tensiuni. 
Drept urmare, începând cu 2 mai 2003, clerul american antiohian a primit interdicție de la Mitropolitul Filip (Saliba) de New York, de a mai sluji împreună sau de comuniune cu clerul de Ierusalim american (totuși, clerul de Ierusalim din parohiile din Orientul Mijlociu nu făcea obiectul acestei interdicții). Prin înființarea Vicariatului, Mitropolitul Filip a reiterat directiva arhiepiscopală din 2003 în 7 august 2008, deplângâng acțiunea Patriarhiei Ecumenice de a prelua comunități formate în principal prin ruperea de parohii antiohiene.
Pe lângă acestea, o parte din preoții Patriarhiei Ierusalimului au refuzat să accepte decizia creării unui nou vicariat, declarându-și decizia de a rămâne membrii ai Patriarhiei de Ierusalim 
În 11 august 2008 în scrisori adresate  Patriarhului de Constantinopol, Patriarhului Ierusalimului și Arhiepiscopului Dimitrie Bisericile Ortodoxe din Statele Unite componente ale Patriarhiei Ierusalimului au respins Comunităților Palestiniene/Iordaniene din SUA care le-a fost impus.